# Білий Барс
«Білий Барс» — український професійний хокейний клуб з м. Біла Церква, Київська область, Україна, один із клубів-засновників Української хокейної ліги.
Домашні ігри проводить на Льодовій арені «Білий Барс» в м. Біла Церква. Офіційні кольори клубу: чорний, білий, жовтий.

## Історія
Хокейну команду «Білий Барс» засновано 8 серпня 2008 року в Броварському районі Київської області.
На базі цієї команди 30 серпня 2012 року з ініціативи Костянтина Єфименка створено однойменний хокейний клуб у м. Біла Церква. «Білий Барс» змінив прописку перед початком сезону 2012—2013 років.
Домашня арена команди — Льодовий Стадіон, який було відкрито 7 грудня 2012 року.
Протягом свого існування ХК «Білий Барс» тричі ставав срібним призером чемпіонатів України з хокею: у 2008, 2009 та 2014 роках. За «Білим Барсом» закріпилася асоціація, що команда грає до останньої хвилини.
ХК «Білий Барс» — активний учасник хокейного руху в Україні.
25 липня 2011 року на установчих зборах у Києві він став одним із творців Об'єднання хокейних клубів «Професіональна хокейна Ліга». Перший сезон в ПХЛ команда завершила на сьомому місці серед восьми учасників.
3 червня 2016 року «Білий Барс» виступив співзасновником реорганізованого Чемпіонату України з хокею — «Української хокейної ліги».
ХК «Білий Барс» від початку діяльності робить ставку на молодих українських вихованців і зокрема на білоцерківську молодь. Школу команди пройшли багато хокеїстів, які захищали кольори юніорської та молодіжної збірних команд України. Зокрема, чемпіонами у другому дивізіоні юніорської першості (U18) в 2011 році стали три «барса», а молодіжного (U20) у 2012 році — двоє. Тому клуб здобув неформальне звання Кузня кадрів, що є його головним досягненням
Сезон 2017/2018 став поки що найкращим в історії клубу - він зайняв 2 місце у турнірній таблиці (повторивши результат сезону 2013/2014) і набрав 84 очки.
5 вересня 2019 року Олександр Бобкін (помічник головного тренера) став старшим тренером юніорської збірної України (U-18).

## Сьогодення

### Юніори «Білого Барсу»

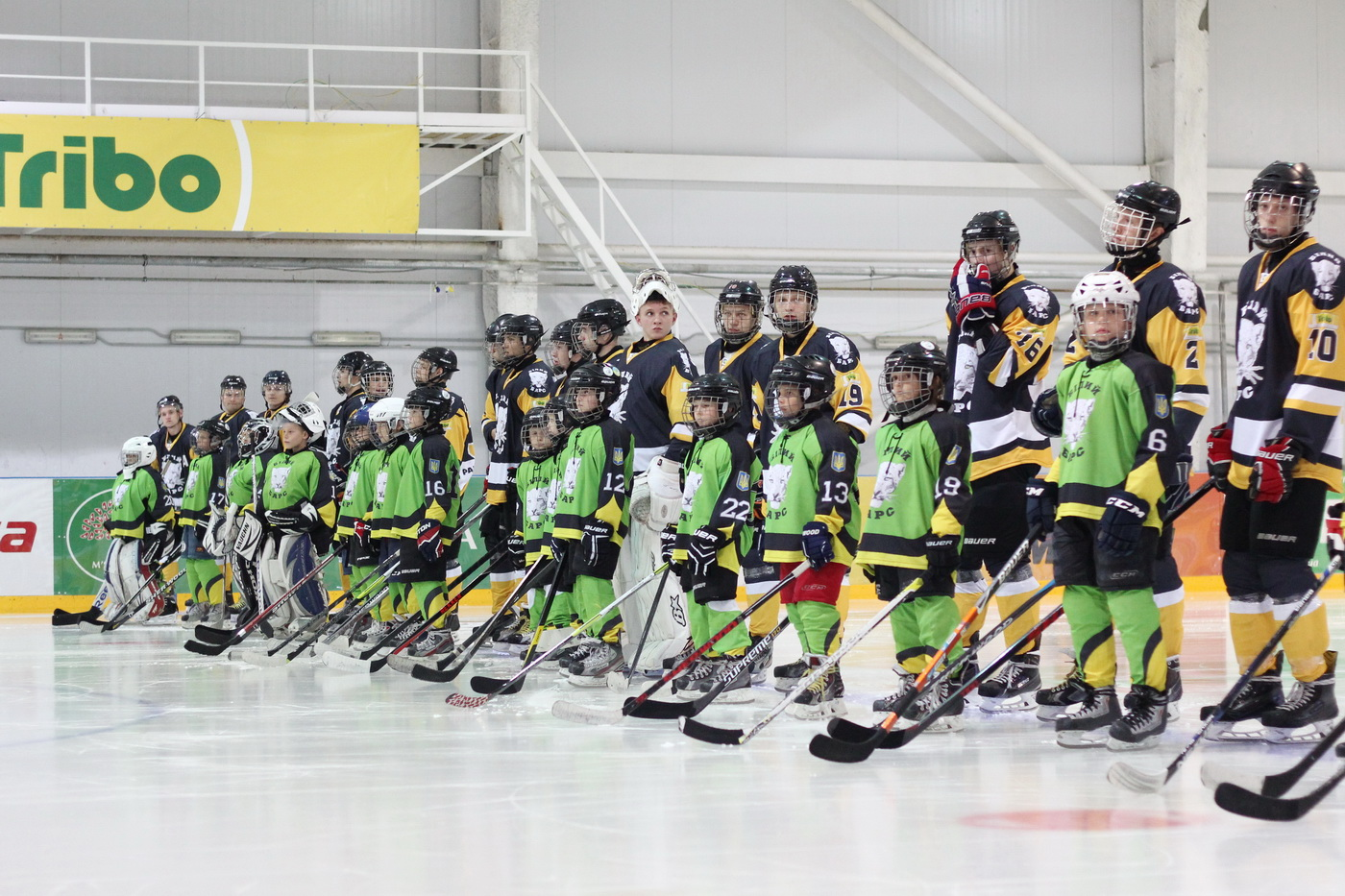
Юніори ХК «Білий Барс» (вересень 2016)

На базі Льодової арени «Білий Барс» в Білій Церкві проводиться набір і навчання дітей у дитячо-юнацьку школу на відділення хокею з шайбою та фігурного катання.
Клуб має дитячі команди у вікових категоріях 2002—2003, 2005—2006, 2007—2008 та 2009—2011 років народження. Дитячі команди з Білої Церкви беруть участь у чемпіонатах України та спеціалізованих турнірах з хокею.
У квітні 2018 року молодші хокеїсти клубу Михайло Васильєв, Богдан Грицюк, Дмитро Даниленко, Сергій Логач, Фелікс Морозов виступили за Юніорську збірну України з хокею із шайбою (Перший дивізіон групи B).
Кращі результати показали Даниленко (3 голи та 5 результативних передач), Морозов (4 та 3), Логач і Васильєв (по 1 успішній передачі) . У загальному заліку всіх юніорів Дивізіону I групи B Даниленко посів другу, а Морозов — 4 позицію. В окремій таблиці кращих бомбардирів-захисників Логач і Васильєв посіли 13-те місце. Грицюку не вдалося потрапити до рейтингів, але за його участі ворота  юніорської збірної витримали натиск суперників.
У сезоні 2018/2019 молодіжна команда Білого Барса стала чемпіоном України серед юніорів.

### Тренерський штаб

#### Костянтин Буценко[23]
Майстер спорту міжнародного класу Костянтин Буценко — головний тренер команди протягом її існування за винятком сезону 2013/2014 (очолював Олександр Куликов).
Це відомий екс-гравець збірної України та низки хокейних клубів: харківського «Динамо», київського «Сокола», омського «Авангарду», «Нафтохіміка» (Нижньокамськ), московського «Спартака», СКА (Санкт-Петербург), «Мостовика» (Курган), «Чиксереді» (м. М'єркуря-Чук, Румунія), «Мотора» (Барнаул), мінського «Динамо», «Дніпровських вовків» (Дніпро) і «Беркуту» (Київ).
У складі національної збірної України учасник чемпіонатів світу 1993, 1994 (обидва — група C), 1998 (група B), 1999. На світових першостях провів 23 зустрічі, 14 закинутих шайб, 20 результативних передач.

#### Олександр Бобкін[23]
Помічник головного тренера з 2015 року. Майстер спорту міжнародного класу, учасник збірної України. Колишній гравець «Торпедо» (Ярославль), «Беркут-Київ», ХК «Київ», «Нафтохіміка» (Нижньокамськ), «Сибіру» (Новосибірськ), «Нафтовика» (Альметьєвськ), «Сокола» (Київ), «Нафтовика» (Леніногорськ), АТЕК (Київ), «Шинника» (Бобруйськ), «Іртиша» (Павлодар), «Донбаса» (Донецьк), «Білого Барсу» (Біла Церква).
У складі національної збірної України провів 29 матчів (9+12), учасник чемпіонатів світу 2006 і 2007. У складі молодіжної збірної України учасник чемпіонату світу 2001 (дивізіон I). Від 5 вересня 2019 року став старшим тренером юніорської збірної України (U-18).

#### Віталій Литвиненко[23]
Помічник головного тренера з 2017 року. Екс-гравець «Динамо» (Харків), «Сокола» (Київ), «Торпедо»/«Локомотива» (Ярославль), «Лади» (Тольятті), «Торпедо» (Нижній Новгород), ХК «Гомель», «Білого Барсу» (Біла Церква).
У складі національної збірної України провів 154 матчі (43+62), учасник зимових Олімпійських ігор 2002 (4 матчі, 0+1), учасник чемпіонатів світу 1993 (група C), 1994 (група C), 1995 (група C), 1998 (група B), 1999, 2000, 2001, 2003, 2004, 2005, 2006, 2008 (дивізіон I) і 2009 (дивізіон I).

## Домашня арена клубу

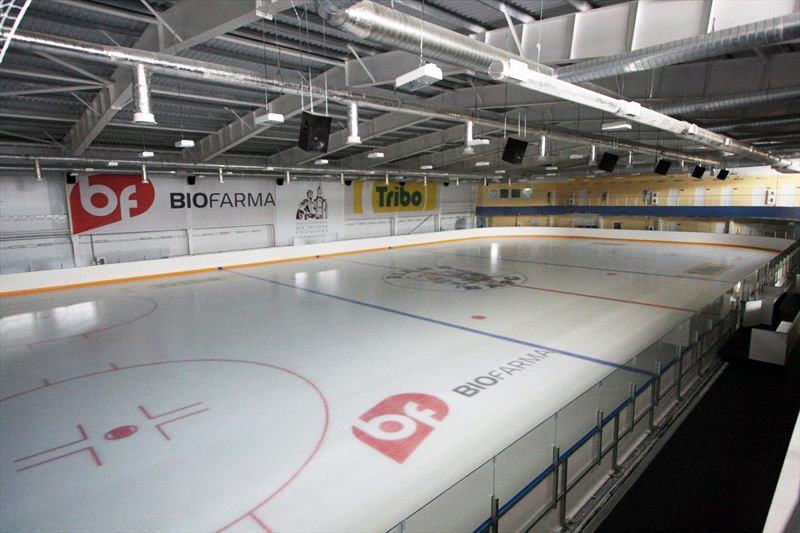
Льодова арена «Білий Барс» (2012)

Домашньою ареною клубу є Льодовий Стадіон, що розташована у м. Біла Церква. Відкриття арени відбулося 7 грудня 2012 року.
У двоповерховому «Льодовому Стадіоні» розміщено ковзанку, загальною площею 1800 м² (30 × 60 м), глядацький зал для вболівальників на 375 місць, роздягальні для спортсменів та відвідувачів, приміщення для суддівського та тренерського складу, ложа для представників ЗМІ, медичний кабінет, приміщення для прокату спорядження та кав'ярня.
Серед технічних новацій арени — оснащення системою «відеогол». На базі «Льодового Стадіону» діють ДЮСШ з хокею та фігурного ковзання.

## Результати по сезонах
Джерела:.
Скорочення: І = Ігри, В = Виграші, ВО = Виграші не в основний час гри, ПО = Поразки не в основний час гри, П = Поразки, ГЗ = Голів забито, ГП = Голів пропущено, О = Очки, Місце = Місце за результатами регулярного чемпіонату
| Сезон     | Клуб                       | Ліга | І  | В  | ВО | ПО | П  | ГЗ  | ГП  | О  | Місце   | Плей-оф                      |
| 2008-2009 | «Білий Барс» (Бровари)     | ФХУ  | 29 | 16 | 2  | 2  | 9  | 163 | 117 | 54 | 2-е з 5 | Програш у фіналі             |
| 2009-2010 | «Білий Барс» (Бровари)     | ФХУ  | 20 | 11 | 1  | 1  | 7  | 97  | 73  | 36 | 4-е з 6 | Програш в матчі за 3-є місце |
| 2010-2011 | «Білий Барс» (Бровари)     | ФХУ  | 24 | 6  | 1  | 0  | 17 | 65  | 137 | 20 | 5-е з 7 | Програш у чвертьфіналі       |
| 2011-2012 | «Білий Барс» (Бровари)     | ПХЛ  | 42 | 6  | 1  | 3  | 32 | 84  | 196 | 23 | 7-е з 8 | Не потрапили до плей-оф      |
| 2012-2013 | «Білий Барс» (Біла Церква) | ПХЛ  | 36 | 4  | 0  | 5  | 27 | 57  | 158 | 17 | 7-е з 7 | Не потрапили до плей-оф      |
| 2013-2014 | «Білий Барс» (Біла Церква) | ФХУ  | 24 | 13 | 6  | 0  | 5  | 116 | 42  | 51 | 2-е з 5 | Програш у фіналі             |
| 2015-2016 | «Білий Барс» (Біла Церква) | ФХУ  | 42 | 19 | 0  | 1  | 22 | 150 | 214 | 58 | 5-е з 8 | Не потрапили до плей-оф      |
| 2016-2017 | «Білий Барс» (Біла Церква) | УХЛ  | 40 | 8  | 2  | 1  | 29 | 96  | 192 | 29 | 5-е з 6 | Не потрапили до плей-оф      |
| 2017-2018 | «Білий Барс» (Біла Церква) | УХЛ  | 40 | 27 | 0  | 3  | 10 | 199 | 105 | 84 | 2-е з 6 | Програш у півфіналі          |
| 2018-2019 | «Білий Барс» (Біла Церква) | УХЛ  | 40 | 13 | 1  | 1  | 25 | 100 | 164 | 42 | 4-е з 6 | Програш у півфіналі          |

## Поточний склад команди
Основні скорочення:

А — асистент, К — капітан, Л — ліва, П — права, ЛК — лівий крайній, ПК — правий крайній, Ц — центровий,  — травмований.

### Склад команди станом у сезоні 2017/2018[28]
| Воротарі | Воротарі | Воротарі         | Воротарі | Воротарі          | Воротарі           |  |
| #        | Країна   | Гравець          | Захват   | Дата народження   | Місце народження   |  |
| -------- | -------- | ---------------- | -------- | ----------------- | ------------------ |  |
| 1        | Україна  | Олексій Логінов  |          | 25 листопада 1999 | м. Київ, Україна   |  |
| 20       | Україна  | Олександр Качула |          | 10 липня 2000     | м. Харків, Україна |  |
| 30       | Україна  | Сергій Люльчук   |          | 30 березня 1994   | м. Київ, Україна   |  |

| Захисники | Захисники | Захисники         | Захисники | Захисники         | Захисники           |
| #         | Країна    | Гравець           | Кидок     | Дата народження   | Місце народження    |
| --------- | --------- | ----------------- | --------- | ----------------- | ------------------- |
| 2         | Україна   | Михайло Васильєв  |           | 21 листопада 2000 |                     |
| 3         | Україна   | Данило Гриценко   | Л         | 19 червня 1999    | м. Київ, Україна    |
| 5         | Україна   | Сергій Логач      | Л         | 22 червня 2000    | м. Київ, Україна    |
| 11        | Україна   | Максим Ядловський | П         | 10 листопада 1996 | м. Золочів, Україна |
| 17        | Україна   | Владислав Герцик  | П         | 19 червня 2000    | м. Бровари, Україна |
| 23        | Україна   | Микита Табашник   | Л         | 18 лютого 2000    | м. Харків, Україна  |
| 24        | Україна   | Богдан Грицюк     | П         | 1 березня 2000    | м. Вінниця, Україна |
| 26        | Україна   | Олександр Воронін | Л         | 22 жовтня 1999    | м. Донецьк, Україна |
| 28        | Україна   | Богдан Савченко   | П         | 18 липня 2000     |                     |

| Нападники | Нападники | Нападники           | Нападники | Нападники        | Нападники           | Нападники |
| #         | Країна    | Гравець             | Кидок     | Дата народження  | Місце народження    |           |
| --------- | --------- | ------------------- | --------- | ---------------- | ------------------- | --------- |
| 4         | Україна   | Максим Ромахін      | Л         | 28 вересня 2000  | м. Київ, Україна    |           |
| 7         | Україна   | Дмитро Даниленко    | Л         | 10 квітня 2000   | м. Київ, Україна    |           |
| 8         | Україна   | Владислав Куцевич   | Л         | 8 квітня 1994    | м. Київ, Україна    |           |
| 9         | Україна   | Микита Лесніков     | Л         | 6 жовтня 1999    | м. Бровари, Україна |           |
| 10        | Україна   | Олександр Найдьонов | Л         | 26 жовтня 1999   | м. Бровари, Україна |           |
| 12        | Україна   | Євген Тимченко      | Л         | 24 травня 1996   | м. Київ, Україна    |           |
| 13        | Україна   | Данило Ведмедєв     | Л         | 14 травня 2001   |                     |           |
| 14        | Україна   | Артем Козієнко      | П         | 6 листопада 1998 | м. Київ, Україна    |           |
| 15        | Україна   | Руслан Ромащенко    | Л         | 2 лютого 1993    | м. Харків, Україна  |           |
| 16        | Україна   | Данило Нетеса       | Л         | 17 серпня 2001   |                     |           |
| 18        | Україна   | Кирило Бондаренко   | П         | 15 лютого 1996   | м. Київ, Україна    |           |
| 19        | Україна   | Ренат Дурдиєв       | П         | 30 червня 2000   |                     |           |
| 21        | Україна   | Іван Панов          | П         | 6 лютого 2000    | м. Донецьк, Україна |           |
| 22        | Україна   | Олег Гуменюк        | Л         | 25 грудня 2000   |                     |           |
| 25        | Україна   | Данило Печерських   | Л         | 25 жовтня 1999   | м. Донецьк, Україна |           |
| 27        | Україна   | Фелікс Морозов      | Л         | 7 березня 2000   | м. Харків, Україна  |           |
| 29        | Україна   | Максим Разумов      | Л         | 2 червня 1999    | м. Бровари, Україна |           |

### Склад команди станом у сезоні 2019/2020[29].
| Воротарі | Воротарі | Воротарі           | Воротарі | Воротарі        | Воротарі         |  |
| #        | Країна   | Гравець            | Захват   | Дата народження | Місце народження |  |
| -------- | -------- | ------------------ | -------- | --------------- | ---------------- |  |
| 1        | Україна  | Кирил Кучер        |          | 24 травня 1997  | м. Київ, Україна |  |
| 20       | Україна  | Олександр Скороход |          | 22 травня 2003  |                  |  |
| 30       | Україна  | Микита Пеленський  |          | 27 січня 2001   |                  |  |

| Захисники | Захисники | Захисники         | Захисники | Захисники         | Захисники           |
| #         | Країна    | Гравець           | Кидок     | Дата народження   | Місце народження    |
| --------- | --------- | ----------------- | --------- | ----------------- | ------------------- |
| 2         | Україна   | Михайло Васильєв  | Л         | 21 листопада 2000 |                     |
| 3         | Україна   | Руслан Бойко      | П         | 20 серпня 2003    |                     |
| 5         | Україна   | Сергій Логач      | Л         | 22 червня 2000    | м. Київ, Україна    |
| 6         | Україна   | Володимир Алексюк | П         | 22 червня 1987    | м. Київ, Україна    |
| 8         | Україна   | Павло Таран       | Л         | 4 травня 1992     | м. Київ, Україна    |
| 11        | Україна   | Максим Ядловський | П         | 10 листопада 1996 | м. Золочів, Україна |
| 19        | Україна   | Артем Гребеник    | Л         | 4 червня 2002     | м. Бровари, Україна |
| 23        | Україна   | Максим Максименко | Л         | 19 липня 2003     |                     |
| 24        | Україна   | Богдан Грицюк     | П         | 1 березня 2000    | м. Вінниця, Україна |
| 26        | Україна   | Олександр Воронін | Л         | 22 жовтня 1999    | м. Донецьк, Україна |
| 28        | Україна   | Назар Собко       | Л         | 6 березня 2001    |                     |

| Нападники | Нападники | Нападники           | Нападники | Нападники         | Нападники               | Нападники |
| #         | Країна    | Гравець             | Кидок     | Дата народження   | Місце народження        |           |
| --------- | --------- | ------------------- | --------- | ----------------- | ----------------------- | --------- |
| 4         | Україна   | Максим Ромахін      | Л         | 28 вересня 2000   | м. Київ, Україна        |           |
|           |           |                     |           |                   |                         |           |
| 9         | Україна   | Микита Лесніков     | Л         | 6 жовтня 1999     | м. Бровари, Україна     |           |
| 10        | Україна   | Ігор Шаманський     | Л         | 27 липня 1984     | м. Калинівка, Україна   |           |
| 12        | Україна   | Вадим Петрошенко    | Л         | 11 лютого 2003    |                         |           |
| 13        | Україна   | Назар Ружников      | Л         | 06 травня 1999    | м. Київ, Україна        |           |
| 14        | Україна   | Сергій Бабинець     | П         | 5 вересня 1987    | м. Київ, Україна        |           |
| 15        | Україна   | Богдан Середницький | Л         | 14 вересня 2001   |                         |           |
| 16        | Україна   | Артем Шиманський    | П         | 22 жовтня 1999    | м. Київ, Україна        |           |
| 17        | Україна   | Денис Бородай       | Л         | 10 липня 2002     | м. Київ, Україна        |           |
| 18        | Україна   | Владислав Куцевич   | Л         | 8 квітня 1994     | м. Київ, Україна        |           |
| 21        | Україна   | Артем Грабовецький  | П         | 21 серпня 2003    | м. Біла Церква, Україна |           |
| 22        | Україна   | Михайло Симчук      | Л         | 6 грудня 2002     | м. Київ, Україна        |           |
| 25        | Україна   | Павло Фурсенко      | П         | 20 грудня 2002    |                         |           |
| 26        | Україна   | Юрій Качан          | Л         | 13 січня 1998     | м. Вінниця, Україна     |           |
| 27        | Україна   | Дмитро Зозовський   | Л         | 10 листопада 2002 |                         |           |
| 29        | Україна   | Ярослав Панченко    | Л         | 13 вересня 2001   | м. Київ, Україна        |           |

## Нагороди та відзнаки
- (2018)  — результат плей-оф УХЛ[30].